# Курт Веєр
Курт Веєр (нім. Kurt Weyher; 30 серпня 1901, Грауденц — 17 грудня 1991, Вільгельмсгафен) — німецький військово-морський діяч, контрадмірал крігсмаріне (1 січня 1945). Кавалер Лицарського хреста Залізного хреста.

## Біографія
2 квітня 1918 року вступив на службу в ВМФ кадетом. Служив на важкому крейсері «Фрейя» (липень-вересень 1918) і легкому крейсері «Регенсбург» (вересень-грудень 1918). 21 грудня 1918 року демобілізований. 19 січня 1919 року знову прийнятий в ВМФ і після закінчення військово-морського училища в Мюрвіку 11 квітня 1922 року отримав звання лейтенанта. З 29 вересня 1930 року — командир міноносця G-11. 27 вересня 1932 року переведений в інспекцію бойової підготовки. З 27 червня 1933 року — 1-й офіцер навчального судна «Горх Фок», з 23 грудня 1934 року — командир роти 2-го батальйону корабельної кадрованої дивізії «Остзе». З 12 жовтня 1936 по 4 листопада 1938 року — навігаційний офіцер на крейсері «Нюрнберг».
З 28 січня по 5 вересня 1939 року — командир навчального судна «Горст Вессель». 9 грудня 1939 року призначений командиром допоміжного крейсера «Оріон», який під його командуванням зробив кілька успішних рейдів на комунікаціях противника. 25 серпня 1941 року зарахований в розпорядження командувача-адмірала військово-морської станції «Остзе», а 20 листопада 1941 року призначений 1-м офіцером Адмірал-штабу в штабі адмірала Егейського моря, 12 квітня 1942 року — штабу командування групи ВМС «Південь». З 12 січня 1944 року — начальник німецького командування ВМС «Констанца» (Румунія), командир 10-ї охоронної дивізії і начальник ескортів Чорного моря. Керував забезпеченням безпеки транспортних перевезень на Чорному морі. З 22 червня 1944 року — начальник морських оборонних укріплень на Криті. 2 листопада 1944 року переведений на аналогічну посаду в Східній Фризії. 22 липня 1945 року інтернований союзниками. 6 червня 1947 року звільнений.

## Нагороди
- Сілезький Орел 2-го і 1-го ступеня
- Хрест Левенфельда 2-го і 1-го класу
- Почесний хрест ветерана війни з мечами (1935)
- Пам'ятна військова медаль (Австрія) з мечами
- Медаль «За вислугу років у Вермахті» 4-го, 3-го і 2-го класу (18 років)
- Німецький Олімпійський знак 2-го класу (21 грудня 1936)
- Медаль «У пам'ять 1 жовтня 1938»
- Іспанський хрест в сріблі (6 червня 1939)
- Залізний хрест
  - 2-го класу (9 липня 1940)
  - 1-го класу (30 серпня 1940)
- Лицарський хрест Залізного хреста (21 серпня 1941)
- Нагрудний знак допоміжного крейсера (23 серпня 1941)
- Орден Зірки Румунії, командорський хрест з мечами
- Орден Михая Хороброго 3-го класу (Румунія)
- Орден «Святий Олександр», командорський хрест з мечами (Третє Болгарське царство; 26 жовтня 1942)
- Орден Святої Корони, командорський хрест з військовою відзнакою і мечами (Угорщина; 5 січня 1944) — вручений 17 квітня 1944 року.
- Орден Корони короля Звоніміра 1-го класу з дубовим листям (Незалежна Держава Хорватія; 5 лютого 1944)
- Знак Хорватського добровольчого морського легіону (20 березня 1944)
- Німецький хрест в золоті (18 травня 1944)
- Орден «За заслуги перед Федеративною Республікою Німеччина», кавалерський хрест (29 квітня 1977)